# Owrīm Rūdbār
Owrīm Rūdbār (persiska: وريم رودبار, اوريم رودبار, Ūrīm Rūdbār) är en ort i Iran.   Den ligger i provinsen Mazandaran, i den norra delen av landet, 140 km öster om huvudstaden Teheran. Owrīm Rūdbār ligger 1 179 meter över havet och antalet invånare är 189.
Terrängen runt Owrīm Rūdbār är huvudsakligen bergig, men den allra närmaste omgivningen är kuperad. Owrīm Rūdbār ligger nere i en dal. Runt Owrīm Rūdbār är det ganska glesbefolkat, med 23 invånare per kvadratkilometer. Närmaste större samhälle är Pol-e Sefīd, 19,5 km norr om Owrīm Rūdbār. Trakten runt Owrīm Rūdbār består i huvudsak av gräsmarker.